# Roland Gift
Roland Lee Gift (Birmingham, 28 de maio de 1961) é um cantor e ator britânico, ex-vocalista dos grupos Fine Young Cannibals e Akrylykz. Filho de uma médica inglesa branca e pai africano do Senegal.

## Carreira
Mudou-se aos 11 anos para Kingston upon Hull, onde estudou na Kelvin Hall School.
Sua carreira iniciou-se como saxofonista do grupo musical Akrylykz, onde, apesar do pouco sucesso nas rádios da Inglaterra, chamou a atenção de David Steele e Andy Cox, integrantes da banda The Beat. Em 1985, Steele e Cox pediram a Gift para que ele assumisse os vocais do Fine Young Cannibals, onde permaneceu até 1992, quando o trio se desfez - reuniu-se em 1996 para gravar o quarto álbum do grupo, intitulado "The Finest". Desde então, Gift segue em carreira solo e também trabalha como ator desde 1987.